# Тетериха (Вологодская область)
Тетериха — деревня в Харовском районе Вологодской области.
Входит в состав Харовского сельского поселения, с точки зрения административно-территориального деления — в Харовский сельсовет.
Деревня Тетериха зарегистрирована 24 августа 2001 года. По данным переписи в 2002 году постоянного населения в ней не было.